# Dreifaltigkeits-Entschlafenskathedrale (Kineschma)

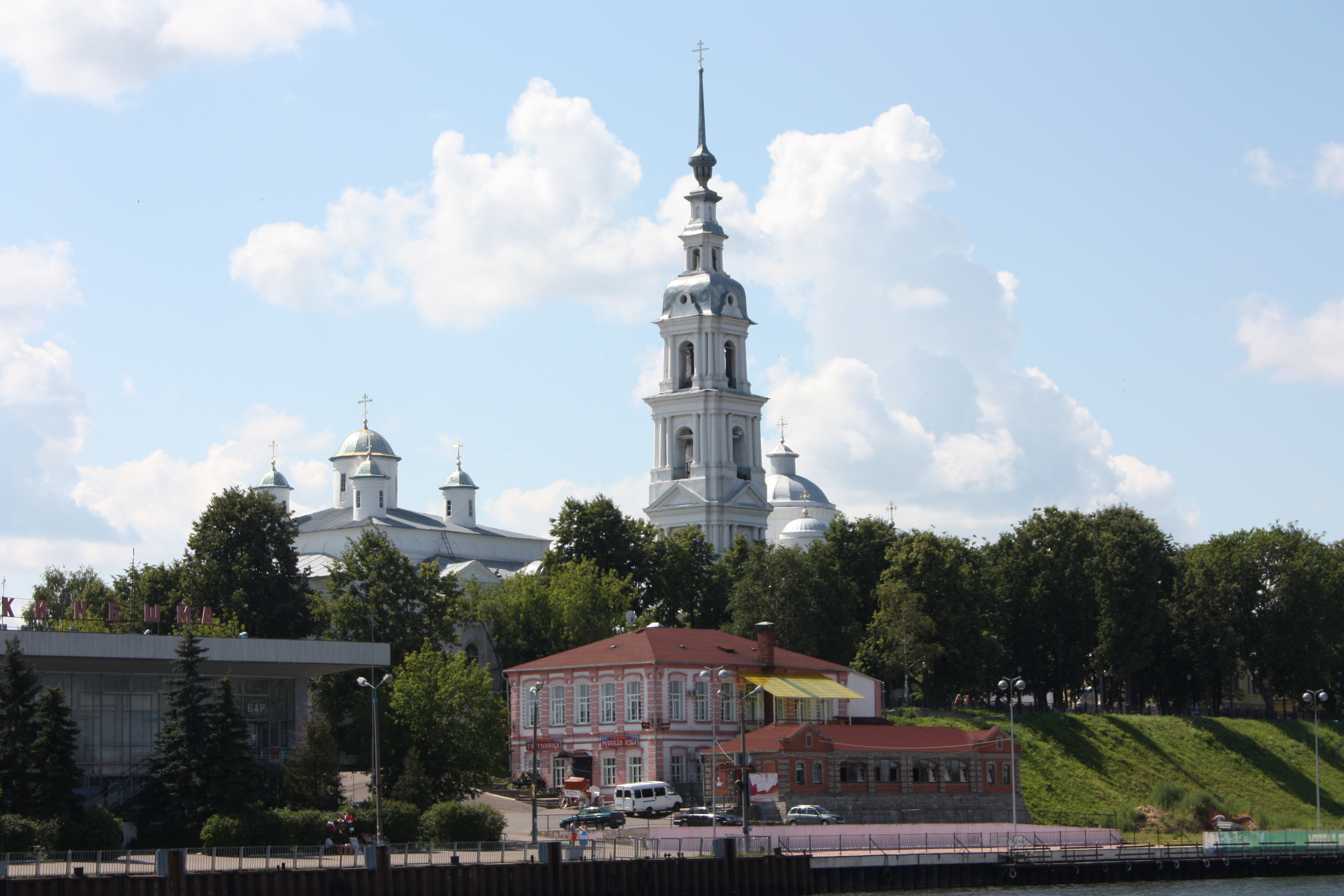

Die Entschlafens-Dreifaltigkeitskathedrale (russisch Успенско-Троицкий собор) ist ein in Kineschma gelegener russisch-orthodoxer Kirchenkomplex und der Bischofssitz der Eparchie Kineschma.
Die Dreifaltigkeits-Entschlafenskathedrale liegt am höchsten Ufer des Flusses Wolga, im Gebiet der ehemaligen Festung Kineschma, und harmoniert mit der umgebenden Landschaft. Sie stellt ein architektonisches Ensemble  aus zwei Kathedralen dar. Beide Kathedralgebäude  liegen auf einer Achse – die Entschlafenskathedrale im Osten, die Dreifaltigkeitskathedrale im Westen, zwischen beiden befindet sich ein schlanker Glockenturm. Die Dreifaltigkeits-Entschlafenskathedrale ist eine Hauptsehenswürdigkeit von Kineschma.

## Geschichte
Als ein erstes Element des zukünftigen Baukomplexes entstand die Kirche des Entschlafens der Gottesmutter. Diese ursprünglich dreischiffige "Sommerkirche" (d. h. nicht heizbare Kirche) wurde 1745 fertiggestellt. Der Bau wurde mit Spenden aus der Bevölkerung Kineschmas finanziert. 1798 wurde neben der Kirche ein hoher Glockenturm im Stil des Klassizismus, mit einem Einfluss kostromischer architektonischer Traditionen, errichtet. Der vierstufige Glockenturm mit einer Kuppel, die wiederum mit einer komplizierten Spitze gekrönt ist, hat eine Höhe von 63 Metern. Am 9. Oktober 1834, während seiner Reise zur Wolga, war hier Zar Nikolai I. zu Besuch. 1838 wurde das Ensemble durch eine neue beheizbare Kirche mit dem Patrozinium der Dreifaltigkeit ergänzt. Später wurden beide Kirchengebäude umgebaut. So bekam die Entschlafenskirche noch zwei Schiffe. Anfang des 20. Jahrhunderts wurden auf der  Dreifaltigkeitskirche neben dem bisher vorhandenen einzigen Turm noch vier Ecktürme mit Kuppeln errichtet.
Unter der Sowjetherrschaft, Ende der 1930er Jahre, wurde der Baukomplex geplündert und für Gottesdienste geschlossen. 1945 (nach anderen Angaben 1948) wurde die Entschlafenskirche der Russisch-orthodoxen Kirche zurückgegeben. Von 1979 bis 1999 wurde sie vier Mal restauriert. Das Gebäude der Dreifaltigkeitskirche wurde bis 1990 von einer Gemäldegalerie genutzt. Danach wurde auch sie der Russisch-orthodoxen Kirche zurückgegeben. 1993–1998 folgte eine Restaurierung des Glockenturms. 2012, als die Eparchie Kineschma durch die Abtrennung von der Eparchie Iwanowo entstand, erhielt der Baukomplex den Status einer Kathedrale und dient als Bischofssitz dieser Eparchie.
Die Dreifaltigkeits-Entschlafenskathedrale ist ein Baudenkmal mit einer föderalen Bedeutung (also mit besonderer Bedeutung) und steht unter Denkmalschutz.